# Hanka Bielicka

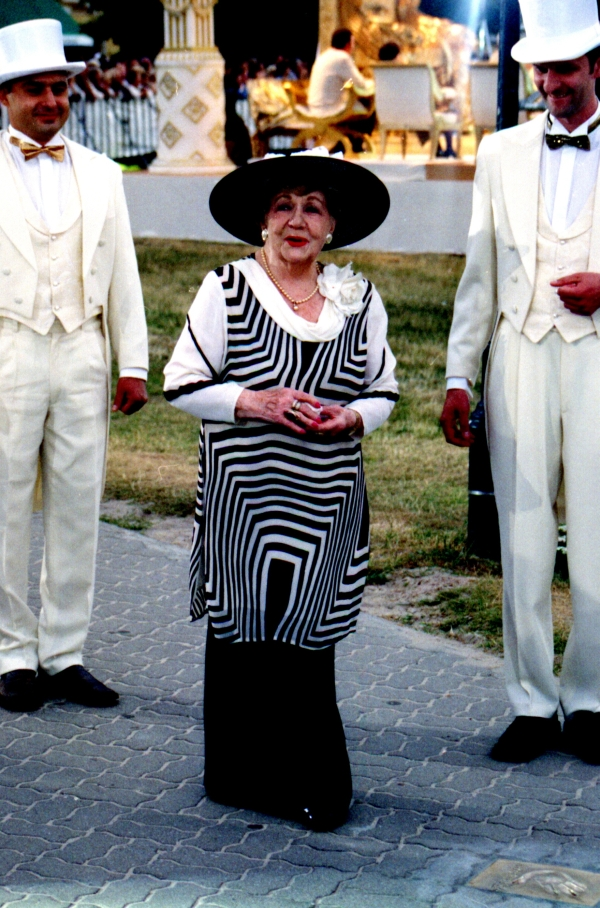
Hanka Bielicka

Anna Weronika Bielicka (sinh ngày 9 tháng 11 năm 1915 - mất ngày 9 tháng 3 năm 2006), nghệ danh Hanka Bielicka, là một diễn viên người Ba Lan.

## Sự nghiệp
Bielicka theo học tại Đại học Warsaw và Học viện nghệ thuật sân khấu nhà nước ở Warsaw. Bà ra mắt sân khấu vào năm 1939. Bà từng biểu diễn ở nhiều nơi, bao gồm Nhà hát Dramatyczny ở Białystok, Nhà hát Kameralny ở Łódź, Nhà hát Współczesny và Nhà hát Syrena ở Warsaw. Ngoài ra, bà cũng đã xuất hiện trong hơn 20 bộ phim. Năm 1995, bà được trao tặng Thập giá Chỉ huy và Huân chương Polonia Restituta.

## Phim tiêu biểu
- Colonel Wolodyjowski (1969)
- The Marriage of Convenience (1967)
- Ping-pong (1966)
- Gangsterzy i filantropi (1963)
- The Impossible Goodbye (1962)
- Zadzwońcie do mojej żony (1958)
- Irena do domu! (1955)
- Cellulose (1954)
- Domek z kart (1954)
- A Matter to Settle (1953)
- Pierwsze dni as Plewina (1952)
- Two Brigades (1950)[3]